# コマツ・メジャーショウアップ
コマツ・メジャーショウアップ（KOMATSU MAJOR SHOW-UP）は、ニッポン放送・NRN系列で毎週月曜 - 金曜に放送していた、日本人メジャーリーガーの情報を扱う番組。放送当日の松井秀喜の打席の情報など放送していた。
松井の父である松井昌雄の出身企業でもあるコマツの一社提供番組でCMには松井秀喜が出演していた。ナイターイン編成のみの放送。
2007年シーズンから、ニッポン放送用のみ提供クレジット読みを松井本人が行なっていた。

## 2007年度番組ネット局
放送日は月曜 - 金曜
- ニッポン放送 17:30 - 試合開始（「ショウアップナイタープレイボール」内、月曜は「松本ひでおと長谷川滋利のやっぱり、野球は面白い!」内）
- STVラジオ 17:34 - 17:36（「牧泰昌の夕やけジャーナル」内）
- 茨城放送 17:03 - 17:05
- 栃木放送 17:50 - 17:52
- 北陸放送 17:14 - 17:15
- 東海ラジオ 17:00台（「安蒜豊三 夕焼けナビ」内）
- 朝日放送 17:47 - 17:50（「元気イチバン!!ぶっちぎりプレイボール」内）
- 九州朝日放送 17:40 - 17:42（「栗田善成のまずはラジオでおつかれさん」内）

## 過去のネット局
- 青森放送 18:18 - 18:20
- 秋田放送 18:03 - 18:05
- IBC岩手放送 17:46 - 17:48
- 山形放送 18:24 - 18:25
- 東北放送 17:13 - 17:15
- ラジオ福島 18:28 - 18:30
- 新潟放送 17:00台（「石塚かおりのゆうわく伝説」(16:20 - 18:00)内）
- 信越放送 18:00台（「SBCニュースウェーブ」(17:50 - 18:15)内）
- 山梨放送 (月)18:27 - 18:30 (火 - 金)18:23 - 18:26
- 北日本放送 18:19 - 18:20
- 福井放送 17:45 - 17:46
- 静岡放送 18:09 - 18:10
- 和歌山放送 17:45 - 17:47（「wbs今日あす」内）
- 山陽放送 16:50台（「どうですか歌謡曲」の後放送）
- 山陰放送 18:19 - 18:20
- 中国放送 16:57 - 17:00
- 山口放送 18:12 - 18:14（「KRYニュースウェーブ6」内）
- 四国放送 17:47 - 17:49
- 西日本放送 18:00 - 18:05
- 南海放送 17:58 - 18:00
- 高知放送 17:45 - 17:47頃
- 大分放送 17:49 - 17:50
- 長崎放送・NBCラジオ佐賀 18:29 - 18:30
- 熊本放送 18:19 - 18:20
- 宮崎放送 18:28 - 18:30
- 南日本放送 18:00台（「三菱スポーツトピックス」の後放送）
- ラジオ沖縄 17:34 - 17:36（「こちら西町ラジオ村」内）

## 関連番組
- 独占!メジャーリーグTODAY

| スタブアイコン | サブスタブ | この項目は、まだ閲覧者の調べものの参照としては役立たない、ラジオ番組に関連した書きかけの項目です。この項目を加筆・訂正などしてくださる協力者を求めています（P:ラジオ/PJ:放送番組）。 |